# Интрузия
Интру́зия (интрузив, интрузивный массив, от лат. intrudo — вталкиваю) — геологическое тело, сложенное магматическими горными породами, закристаллизовавшимися в глубине земной коры.
По взаимоотношениям с вмещающими породами выделяют согласные и несогласные интрузии. Контакты согласных интрузий конформны слоистости вмещающих пород. К согласным интрузиям относятся силлы, лакколиты, лополиты. Несогласные интрузии — дайки, штоки, батолиты; все они имеют секущие контакты, срезающие структурные элементы вмещающих толщ.
При классификации интрузий используются также такие признаки, как форма и размер тел. По глубине формирования выделяют приповерхностные, среднеглубинные (гипабиссальные) (0,5—1,5 км), и глубинные, или абиссальные (более 1,5 км) интрузии.
Глубинные интрузии сложены полнокристаллическими магматическими породами, в то время как малоглубинные часто имеют порфировые и афировые структуры. Интрузии слагают значительные части земной коры, как океанической, так и континентальной.

## Морфологические типы интрузий
- Батолит
- Лакколит
- Лополит
- Шток
- Силл
- Дайка

## Знаменитые интрузии
- Бушвельдский массив (ЮАР) — один из самых больших интрузивов, сложен породами от дунитов до гранитов, содержит огромное месторождение платины — риф Меренского.
- Великая дайка (Зимбабве) — один из самых протяжённых интрузивов на Земле. Длина около 560 км.
- Сёдбери (Канада). Крупный расслоенный массив.
- Хибины (Россия, Кольский полуостров). Расслоенный интрузив с месторождениями апатита, редких элементов, нефелина и тому подобных. В Хибинах найдено огромное число новых и редчайших минералов.
- Ловозёрский массив (Россия, Кольский полуостров)
- Баргузинский батолит (Россия, Прибайкалье) — самый большой батолит в мире.
- Скергардский интрузив (Гренландия) — расслоенная интрузия, на которой были построены первые петрологические модели; классический объект.
- Маскокс (Канада) — идеальный лополит.
- Витоша (Болгария) — два лакколита один поверх другого, диаметр интрузивного комплекса 18 км, средняя высота 800 м, средняя высота над уровнем моря 1380 м.